# Cimitero di Bellefontaine
Il cimitero di Bellefontaine è un cimitero non confessionale situato a St. Louis, Missouri. Fondato nel 1849 come cimitero rurale, Bellefontaine ospita numerosi monumenti e mausolei di grande rilevanza architettonica, tra cui la tomba Wainwright progettata da Louis Sullivan, che è inserita nel Registro Nazionale dei Luoghi Storici.
Il cimitero si estende su 1,27 km² e conta oltre 87.000 tombe, tra cui quelle di William Clark, Adolphus Busch, Thomas Hart Benton, Rush Limbaugh e William S. Burroughs. Vi sono sepolti molti soldati dell'Unione e della Confederazione della Guerra Civile Americana, oltre a politici locali e statali. Bellefontaine ospita la più grande collezione di mausolei e sarcofagi privati e familiari del Missouri.

## Galleria d'immagini

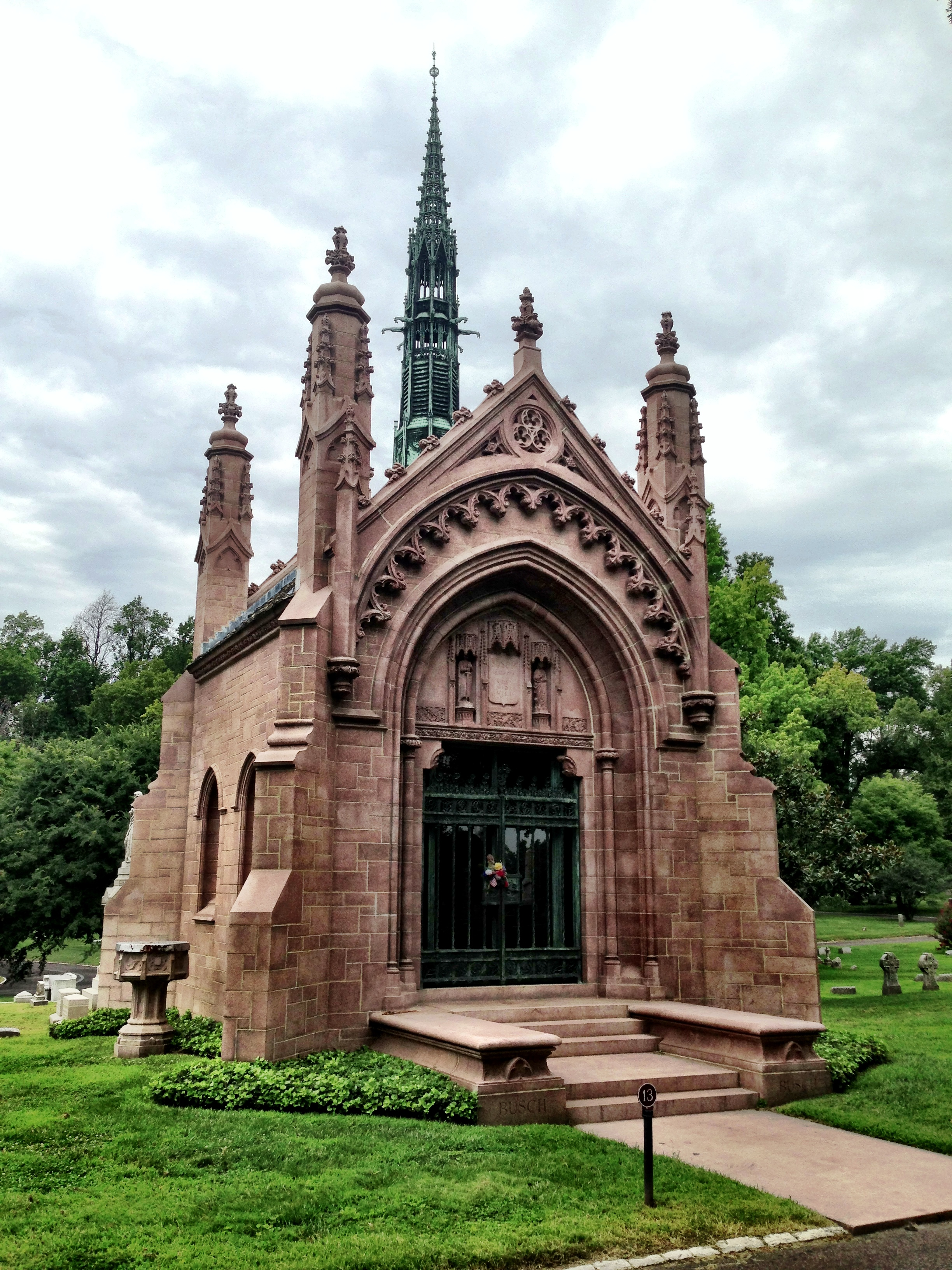
Mausoleo Busch disegnato da Haynes & Barnett
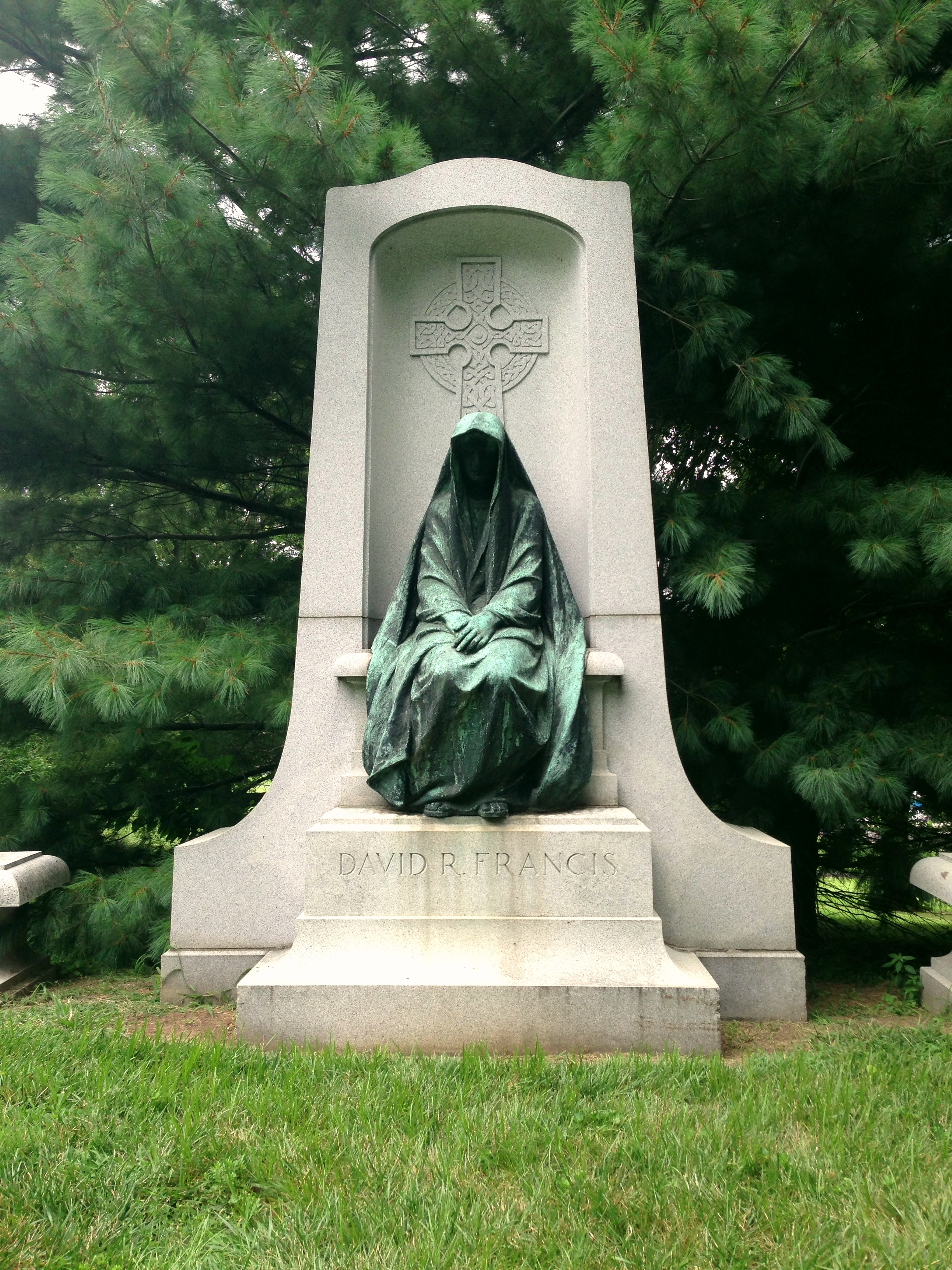
Tomba di David R. Francis
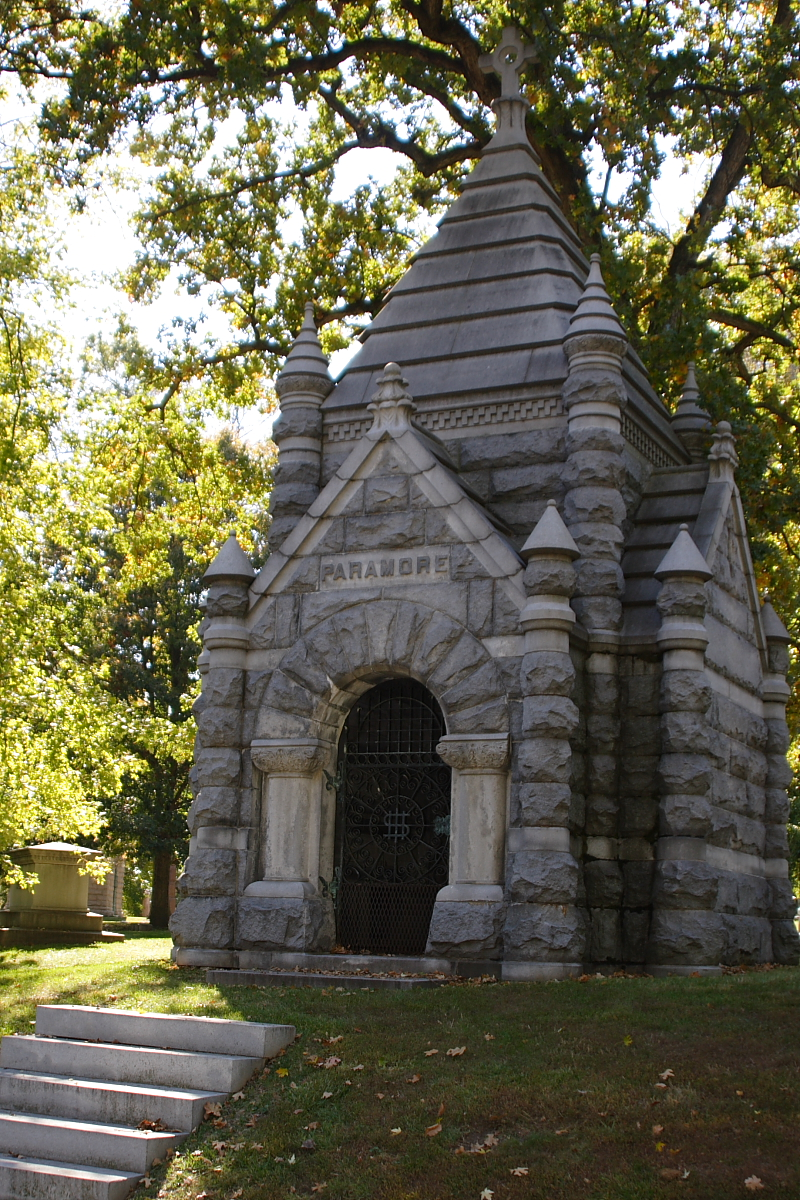
Mausoleo Paramore